# Kief (Hanf)

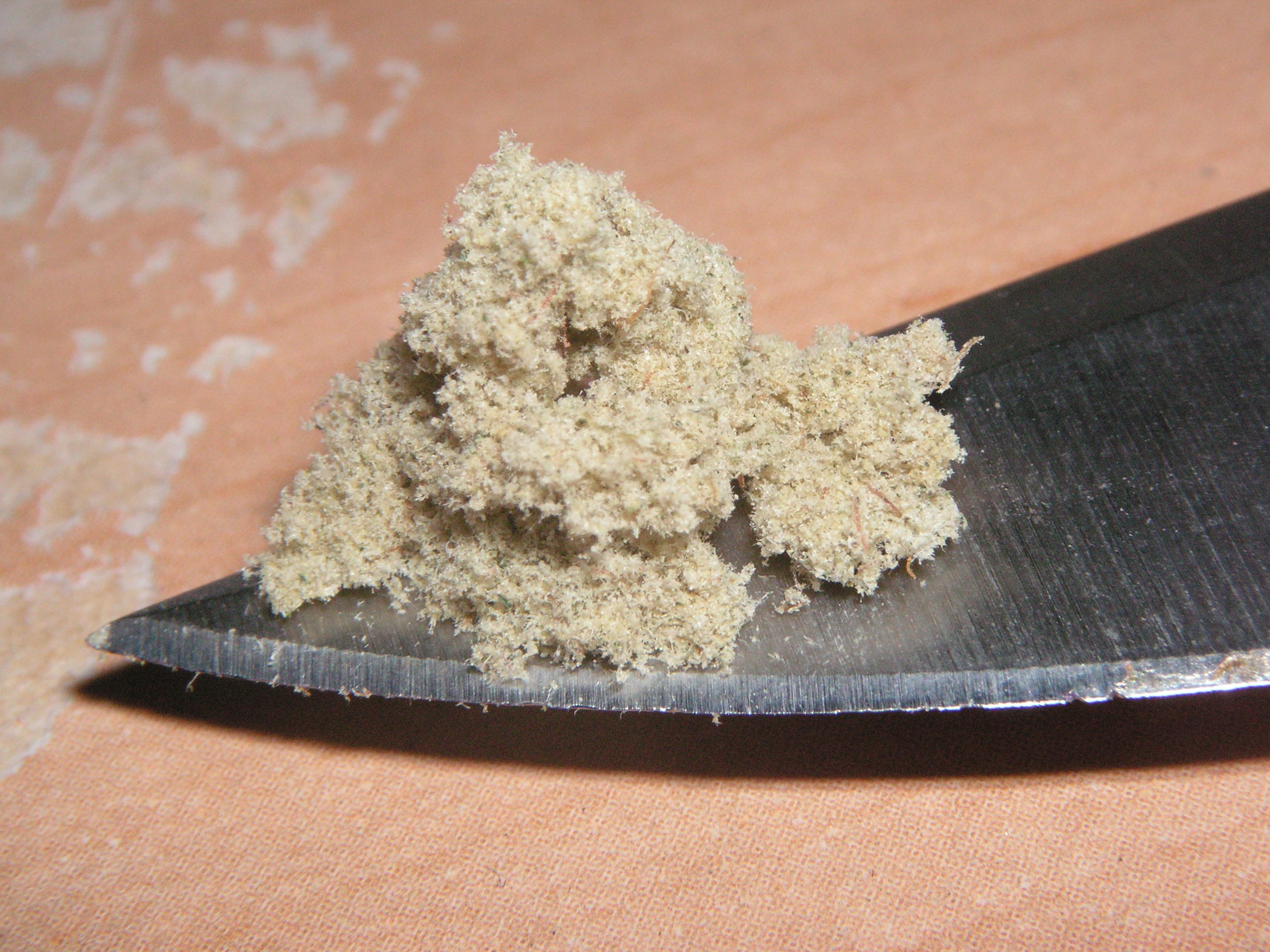
Kief auf einem Messer

Kief (auch Keef, Kef oder Kif) ist eine pudrige Substanz aus den Trichomen der Hanfpflanze. Sie wird in der Regel durch einen Grinder (also eine Kräutermühle) gewonnen, bei dem durch Reiben zweier Scheiben in ein Fach die zerkleinerten Kräuter fallen und in ein weiteres, in dem durch ein sehr feinmaschiges Sieb, auch Pollinator genannt, das Kief aufgefangen wird. Das Kief, das hauptsächlich den berauschenden Stoff Tetrahydrocannabinol (THC) enthält, wird meist zusammen mit Marihuana und/oder Tabak in Form eines Joints konsumiert, aber auch Haschisch wird aus Kief hergestellt. Bei Haschisch handelt es sich um das aus dem Kief extrahierte Harz, welches unter Hitzeeinwirkung zu Platten gepresst oder mit den Händen zu Stiften gerollt werden kann. In anderen Ländern wie den USA und Kanada wird Kief zur Herstellung von Produkten durch Infusion verwendet. Einige Beispiele sind gebackene Kekse, Brownies oder andere Esswaren. Kief kann auch zur Herstellung von Moonrocks verwendet werden, bei denen es sich um mit Öl bedeckte und in Kief gerollte Cannabisblüten handelt.
In niederländischen Coffeeshops wird Kief bereits seit den 1990er-Jahren auch als Pollen bezeichnet, was für Konsumenten verwirrend sein kann, da es sich keineswegs um die Pollen der männlichen Cannabispflanzen handelt.